# Jaguar R2
La Jaguar R2 è una vettura di Formula 1, con cui la scuderia britannica affronta il campionato 2001.

## Stagione
Viene confermato Eddie Irvine, mentre viene promosso dal ruolo di collaudatore Luciano Burti, che però sarà sostituito dal Gran Premio di Spagna da Pedro de la Rosa proveniente dalla Arrows. Il miglior risultato è un terzo posto di Irvine a Monaco, anche se la stagione è nel complesso negativa. Il team chiude all'8º posto. Un episodio rilevante riguarda Irvine che al Gran Premio del Belgio precisamente alla curva Blachimont era testa a testa con Burti (passato alla Prost), questi lo sorprese sulla sinistra dove il nord-irlandese non si aspettava attacchi ed entrambi finirono fuori pista. Uscirono entrambi illesi ma la Prost del brasiliano (schiantatasi ad oltre 250 Kh) rimase incastrata nelle barriere di protezione. Queste fortunatamente avevano attutito il colpo e Burti fu solo molto scosso dall'incidente senza ferite gravi. Nel dopo gara il brasiliano accusò Irvine di averlo chiuso in curva, mentre il nord-irlandese lo accusò a sua volta di aver tentato un sorpasso in una zona impossibile. La FIA non fece alcun ricorso salvo una ramanzina ad entrambi i piloti.

## La R2 nei media
- In ambito videoludico, la R2 compare nel simulatore di guida Formula One 2001.

## Risultati completi in Formula 1
| Anno | Team          | Motore                     | Gomme | Piloti     |    |     |     |     |     |     |     |     |   |     |    |     |     |     |     |    |     | Punti | Pos. |
| ---- | ------------- | -------------------------- | ----- | ---------- | -- | --- | --- | --- | --- | --- | --- | --- | - | --- | -- | --- | --- | --- | --- | -- | --- | ----- | ---- |
| 2001 | Jaguar Racing | Ford-Cosworth CR-3 3.0 V10 | M     | Irvine     | 11 | Rit | Rit | Rit | Rit | 7   | 3   | Rit | 7 | Rit | 9  | Rit | Rit | NP  | Rit | 5  | Rit | 9     | 8º   |
| 2001 | Jaguar Racing | Ford-Cosworth CR-3 3.0 V10 | M     | Burti      | 8  | 10  | Rit | 11  |     |     |     |     |   |     |    |     |     |     |     |    |     | 9     | 8º   |
| 2001 | Jaguar Racing | Ford-Cosworth CR-3 3.0 V10 | M     | de la Rosa |    |     |     |     | Rit | Rit | Rit | 6   | 8 | 14  | 12 | Rit | 11  | Rit | 5   | 12 | Rit | 9     | 8º   |